# Magyar feltalálók napja
A magyar feltalálók napja egy Magyarországon 2009-től, a világ egyéb országainak példájára megrendezett ünnepnap. Június 13-án tartják.

## Története
Az ünnepnapot az 1989-ben megalapított Magyar Feltalálók Egyesületének (MAFE) 20. évfordulója alkalmából a jubiláló szervezet kezdeményezésére 2009. június 13-án ünnepelték legelőször.
A világ számos országában évtizedek óta rendeznek már ilyen nemzeti emléknapot. Magyarországon a jeles napok ünnepköréből még hiányzott, és a feltalálók pótolni akarták a hiányt. A választás azért esett június 13-ra, mert az első Budapesten született magyar Nobel-díjas, Szent-Györgyi Albert biokémikus 1941-ben ezen a napon jelentette be találmányát, a jól eltartható, nagy C-vitamin-tartalmú készítmények előállításának eljárását.
2010. június 13-án ünnepelték másodszor, amely nap egybeesett annak 70. évfordulójával, hogy az 1937-ben kitüntetett Szent-Györgyi professzornak a díjjal járó rendkívüli értékű Nobel-érme 1940-ben épp június 13-án került a Magyar Nemzeti Múzeum kincstárába.
A Harmadik Magyar Feltalálók Napja - Tisztelgés a Nobel-díjas géniuszaink előtt címmel 2011. június 16-án az Óbudai Egyetem Népszínház utcai épületében tartották meg a következő rendezvényt, amelynek különleges aktualitást adott, hogy Szent-Györgyi Albert 1941-ben, 70 éve adta be be a C-vitamin gyártására vonatkozó szabadalmát, továbbá hogy a nagy humanista tudós 25 éve, 1986. október 22-én hunyt el, és decemberben lesz annak 50. évfordulója, hogy 1961-ben Békésy György és 40. évfordulója, hogy  1971-ben Gábor Dénes átvehette a Nobel-díjat. A 2011-es ünnepi rendezvény sikeréhez közreműködőként hozzájárult a Wikimédia Magyarország Egyesület is, amelynek elnöke, Gervai Péter is előadást tartott.